# Ban nghiên cứu Văn học, Lịch sử, Địa lý
Ban nghiên cứu Văn học, Lịch sử, Địa lý, còn gọi là Ban nghiên cứu Văn Sử Địa hay Ban nghiên cứu Văn Sử Địa Việt Nam (tên ban đầu là Ban nghiên cứu lịch sử, địa lý, văn học, gọi tắt là Ban nghiên cứu sử, địa, văn), là một ban nghiên cứu khoa học xã hội trực thuộc Trung ương Đảng Lao động Việt Nam (nay là Đảng Cộng sản Việt Nam) vào những ngày đầu mới thành lập. Ban được Ban Chấp hành Trung ương Đảng Lao động Việt Nam ra Quyết định số 34 QN/TW thành lập từ ngày 2 tháng 12 năm 1953. Theo Quyết định này, Ban đặt dưới sự quản lý của Ban tuyên huấn Trung ương trực thuộc Trung ương Đảng. Từ năm 1957 Ban chuyển sang chịu sự quản lý trực tiếp của bộ Giáo dục. Sau 5 năm tồn tại với một lần đổi tên thành Ban nghiên cứu Văn học, Lịch sử, Địa lý vào năm 1954 nhằm ưu tiên, thúc đẩy công tác nghiên cứu văn học, Ban đã giải thể vào đầu năm 1959 để thành lập các tổ chức khác.

## Vị trí, chức năng, nhiệm vụ và quyền hạn
Quyết định thành lập Ban nghiên cứu lịch sử, địa lý, văn học do Tổng bí thư Trường Chinh thay mặt Ban bí thư Trung ương Đảng Lao động Việt Nam ký, đã quy định vị trí, chức năng, nhiệm vụ và quyền hạn của Ban:
1. Thành lập Ban nghiên cứu lịch sử, địa lý, văn học trực thuộc Trung ương Đảng (gọi tắt là Ban nghiên cứu sử, địa, văn).
2. Ban này có nhiệm vụ:
  - Sưu tầm và nghiên cứu những tài liệu về lịch sử, địa lý và văn học Việt Nam và biên soạn những tài liệu về sử học, địa lý và văn học Việt Nam.
  - Nghiên cứu và giới thiệu lịch sử, địa lý và văn học các nước bạn.
3. Ban nghiên cứu lịch sử, địa lý, văn học trong bước đầu tiến hành công tác, phải:
  - Căn cứ vào sự cần thiết trước mắt mà soạn một số sách học về lịch sử, địa lý và văn học nước nhà, chủ yếu để dùng trong các trường học.
  - Căn cứ vào khả năng hiện có trong hoàn cảnh kháng chiến (năng lực của cán bộ, số tài liệu hiện có và có thể có) nhằm vào việc chính và việc cần thiết cấp bách mà đặt kế hoạch công tác cho thích hợp, tránh hình thức.

## Cơ quan ngôn luận
Cơ quan ngôn luận của Ban là Tập san Văn Sử Địa, được coi là tập san đều kỳ đầu tiên về khoa học xã hội tại Việt Nam. Tập san tồn tại trong 5 năm (1/1954 - 1/1959) với 446 bài nghiên cứu, cùng với tập san Đại học sư phạm thuộc Đại học Sư phạm Hà Nội là hai tờ mà giới sinh viên và cán bộ giảng dạy các bộ môn khoa học xã hội đương thời hết sức quan tâm.

## Tên gọi Ban và Tạp chí qua các thời kỳ
- Căn cứ Quyết định số 34 QN/TW ngày 2 tháng 12 năm 1953, Ban có tên "Ban nghiên cứu lịch sử, địa lý, văn học", gọi tắt là "Ban nghiên cứu sử, địa, văn".
- Trên trang bìa của Tập san nghiên cứu Số 1 phát hành tháng 1/1954 với tên gọi "Tập san nghiên cứu Sử ký - Địa lý - Văn học (Sử Địa Văn)", tên Ban ghi "Ban nghiên cứu sử địa văn" (tất cả đều viết hoa).
- Tập san nghiên cứu Số 1 phát hành tháng 1/1954 với tên gọi "Tập san Sử Địa Văn", tên Ban vẫn ghi "Ban nghiên cứu sử địa văn".
- Tập san nghiên cứu Số 3 bắt đầu ghi tên "Tập san nghiên cứu Văn Sử Địa" và sử dụng tên này cho đến số 48, cũng là số cuối cùng ra mắt vào 1/1959. Trên trang bìa Số 3 đổi tên tổ chức là "Ban nghiên cứu văn học, lịch sử và địa lý".
- Tập san nghiên cứu Văn Sử Địa Số 4 đổi tên tổ chức là "Ban nghiên cứu văn học, lịch sử, địa lý".
- Tập san nghiên cứu Văn Sử Địa Số 23 của tháng 11 và 12/1956 đổi tên tổ chức là "Nhà xuất bản Văn Sử Địa".
- Số 24 vào tháng 1/1957 và Số 25 vào tháng 2/1957 của Tập san nghiên cứu Văn Sử Địa quay trở lại với tên tổ chức là "Ban nghiên cứu văn sử địa".
- Từ số 26 vào tháng 3/1957 trở đi Tập san nghiên cứu Văn Sử Địa ghi tên tổ chức phát hành là "Ban nghiên cứu văn sử địa Việt Nam".

## Những cán bộ đầu tiên
Trong những ngày đầu thành lập, Ban có 6 cán bộ được cử về phụ trách gồm Trần Huy Liệu giữ cương vị Trưởng ban, Minh Tranh, Tôn Quang Phiệt, Hoài Thanh, Trần Đức Thảo và Vũ Ngọc Phan.

## Các tổ chức được thành lập sau khi Ban giải thể
Ban nghiên cứu Văn, Sử, Địa chỉ tồn tại trong khoảng 5 năm nhưng đã đặt những cột mốc đầu tiên cho lộ trình thành lập Viện Hàn lâm Khoa học xã hội Việt Nam, là cơ sở cho sự phát triển toàn diện ngành khoa học xã hội Việt Nam sau này. Trong năm 1959, khi Ủy ban Khoa học Nhà nước ra đời với hai bộ phận là Ban Khoa học xã hội và Ban Khoa học tự nhiên thì bộ phận địa lý chuyển sang các trường đại học; bộ phận văn học chuyển thành Sở nghiên cứu văn học, tên ban đầu của Viện Văn học tại 20 Lý Thái Tổ, Hà Nội; bộ phận sử học chuyển sang thành lập Viện Sử học tại 38 Hàng Chuối, Hà Nội.